# 千種眞一
千種 眞一（ちぐさ しんいち、1950年 - ）は、日本の言語学者、東北大学教授。インド・ヨーロッパ語学、比較文法、ゴート語、古典アルメニア語が専門。
東北大学文学部卒業、1978年同大学大学院言語学博士課程中退、同助手、1982年山形大学教養部講師、助教授、1986年東北大学文学部助教授、文学研究科教授。2016年東北大学定年退官。

## 著書
- 『ゴート語の聖書』大学書林 1989
- 『古典アルメニア語文法』大学書林 2001

### 共編著
- 『ゴート語辞典』編著 大学書林 1997
- 『人文科学ハンドブック スキルと作法』中村捷,花登正宏,松本宣郎,海野道郎共編 東北大学出版会 2005
- 『東北 その歴史と文化を探る』花登正宏,中村捷,松本宣郎,海野道郎共編 東北大学出版会 人文社会科学講演シリーズ 2006
- 『食に見る世界の文化』花登正宏,荻原理,阿子島香,嶋陸奥彦共編 東北大学出版会 人文社会科学講演シリーズ 2007
- 『ことばの世界とその魅力』阿子島香,荻原理,佐藤伸宏,嶋陸奥彦共編 東北大学出版会 人文社会科学講演シリーズ 2008
- 『古典アルメニア語辞典』編著 大学書林 2013

### 翻訳
- 何炳棣（中国語版）『科挙と近世中国社会 立身出世の階梯』寺田隆信共訳 平凡社 1993

## 論文
- Cinii

## 注
1. ↑  東北大学
2. ↑  後藤斉 (2016)「千種眞一教授の業績と学風」『文化』79巻、3・4号、11-16頁。https://hdl.handle.net/10097/63838